# 御手洗辰雄
御手洗 辰雄（みたらい たつお、1895年（明治28年）3月23日 - 1975年（昭和50年）9月7日）は、日本のジャーナリスト。政治評論家。

## 経歴
大分県大分市出身。旧制大分中学校を経て、慶応義塾大学に入るが、1914年（大正3年）に中退。地元の大分新聞（現・大分合同新聞）を経て、上京し、1917年（大正6年）報知新聞社に入り、社会部、政治部記者となり、1922年（大正11年）社会部長となる。1928年（昭和3年）に社内紛争のため退社。その後は東京毎夕新聞、国民新聞、二六新報の各編集局長などを務め、同郷の菊池寛の勧めにより『文藝春秋』に「城南隠士」のペンネームで政治評論を寄稿した。1936年（昭和11年）に朝鮮に渡り、京城日報副社長となる。1939年（昭和14年）同社長、1942年（昭和17年）に退社、翌年東京新聞論説委員長となる。
戦後、公職追放となり、1951年（昭和26年）追放解除。追放解除後は政治評論家となり、選挙制度審議会委員、日本相撲協会運営審議委員会委員、横綱審議委員会委員、東芝機工(株)会長などを歴任した。